# Activity (televíziós műsor)
Az Activity (egy darabig Extrém Activity) magyar fejlesztésű (az Extrém Activity licencszerződésen alapuló) televíziós vetélkedő.
Magyarországon először a TV2 tűzte műsorra 2001. október 26-án. 2016. szeptember 14-én a Super TV2 mutatta be Extrém Activity néven. 2021. október 3-tól a LifeTV-n volt látható. 2023. június 26-tól az RTL mutatta be.

## Ismertető
Az eredeti változat hasonlított az Activity társasjáték szabályaira. A további évadokban hat híresség játszott háromfős csapatokban. Néhány játékot extrém körülmények között kellett elmutogatni, körülírni vagy lerajzolni.
A negyedik változattól szintén hat híresség játszott, viszont 2 fős csapatokban. Adásonként az össznyeremény 5 millió forint. 

## Évadok
| Évad | Évad              | Epizódok | Sugárzás             | Sugárzás           | Műsorvezetők                                       | Adó |
| Évad | Évad              | Epizódok | Évadbemutató         | Évadzáró           | Műsorvezetők                                       | Adó |
| ---- | ----------------- | -------- | -------------------- | ------------------ | -------------------------------------------------- | --- |
|      | Első változat     | N/A      | 2001. október 26     | 2008. február      | Szulák Andrea (2001–2007) Csiszár Jenő (2007–2008) |     |
|      | Második változat  | 14       | 2016. szeptember 14. | 2016. december 14. | Liptai Claudia (10 rész) Ábel Anita (4 rész)       |     |
|      | Második változat  | 28       | 2017. április 10.    | 2017. május 19.    | Ábel Anita                                         |     |
|      | Harmadik változat | 12       | 2021. október 3.     | 2021. december 19. | Ábel Anita                                         |     |
|      | Negyedik változat | 20       | 2023. június 26.     | 2023. július 21.   | Sorsolás alapján változó                           |     |

Az első változat 2001 és 2008 között futott a TV2-n. A műsorvezetője Szulák Andrea, majd Csiszár Jenő volt. 2016-ban bejelentették, hogy visszatér a műsor a Super TV2-re Extrém Activity névvel és Liptai Claudia műsorvezetésével. Claudia terhessége miatt Ábel Anita vette át a műsorvezetést. Ennek a változatnak a második évada 2017. április 10-én indult a TV2-n.
A műsor harmadik változatát 2021. október 3-án mutatta be a LifeTV. A műsorvezetője Ábel Anita volt.
A műsor negyedik változata 2023. június 26-án indult az RTL-n. A műsorvezető minden adásban más. Legtöbbször Járai Máté (7 adásban) és Puskás Peti (4 adásban) töltötte be ezt a szerepet. Az első 19 adásban ugyan azok a szereplők váltakozva szerepeltek, az utolsó 20. adásban pedig Kiszel Tünde, Bódi Sylvi, Ábel Anita, Havas Henrik, Schóbert Norbert, Nádas György voltak a játékosok. 

## Műsorvezetők 2023-tól
| Adás | Műsorvezető     |
| ---- | --------------- |
| 1.   | Járai Máté      |
| 2.   | Puskás Peti     |
| 3.   | Dobos Evelin    |
| 4.   | Tihanyi Péter   |
| 5.   | Járai Máté      |
| 6.   | Puskás Peti     |
| 7.   | Józan László    |
| 8.   | Járai Máté      |
| 9.   | Kiss Ádám       |
| 10.  | Ábel Anita      |
| 11.  | Járai Máté      |
| 12.  | Kamarás Norbert |
| 13.  | Puskás Peti     |
| 14.  | Járai Máté      |
| 15.  | Gáspár Laci     |
| 16.  | Kamarás Norbert |
| 17.  | Járai Máté      |
| 18.  | Tihanyi Péter   |
| 19.  | Puskás Peti     |
| 20.  | Járai Máté      |